# Estêvão Hagiocristoforita
Estêvão Hagiocristoforita (em grego: Στέφανος Ἁγιοχριστοφορίτης; romaniz.: Stéphanos Hagiochristophorítes; ca. 1130 (895 anos) - m. 11 de setembro de 1185) foi o mais poderoso membro da corte do imperador Andrônico I Comneno (r. 1182–1185) que foi morto por Isaac II Ângelo (r. 1185-1195; 1203-1204) quando este tentava prender Isaac.

## Vida
Estêvão Hagiocristoforita teve origem humilde. O arcebispo Eustácio de Salonica registra que seu pai foi um coletor de impostos. Na segunda metade do reinado de Manuel I Comneno (r. 1143–1180), Hagiocristoforita tentou ligar-se à corte imperial, mas foi confrontado pela hostilidade da aristocracia. De fato, segundo Eustácio, quando tentou seduzir uma dama aristocrática e tomá-la como esposa para subir sua posição, foi publicamente flagelado e teve seu nariz cortado. No entanto, sua determinação foi recompensada, e ele foi capaz de subir na hierarquia administrativa, finalmente sendo nomeado ao ofício de mestre do exército (administrador do exército), que ele aparentemente recebeu de Manuel I e reteve-o durante o curto reinado de seu filho, Aleixo II Comneno (r. 1180–1182).
Hagiocristoforita continuou em seu posto quando a rebelião de Andrônico I Comneno colocou-o no trono, um evento que marcou uma mudança radical em sua fortuna. Dentro de pouco tempo, Hagiocristoforita estabeleceu-se como o novo ministro mais confiável e poderoso do imperador. Junto com Constantino Trípsico e Teodoro Dadibreno, Hagiocristoforita estrangulou Aleixo II com uma corda de arco em setembro/outubro de 1183, deixando Andrônico como imperador único, um feito pelo qual foi recompensado com a posição de pansebasto sebasto e o posto de logóteta do dromo.
Em setembro de 1185, o descontentamento em Constantinopla estava fervilhando contra o regime de Andrônico: rumores populares diziam que uma imagem celebrada de São Paulo estava derramando lágrimas, e mesmo um adivinho da corte, Esclero Sete, havia predito que o nome do sucessor de Andrônico começaria com "I". Andrônico e seus apoiantes interpretaram que este indivíduo era o jovem aristocrata Isaac Ângelo, e em 11 de setembro decidiram agir: enquanto o imperador retirou-se para um palácio nos subúrbios asiáticos da cidade, Hagiocristoforita e seus apoiantes foram à casa de Isaac Ângelo próximo do Mosteiro de Periblepto. Isaac de início entrou em pânico, mas então resolveu lutar, e, empunhando uma espada e cavalgando um cavalo, atacou seus atacantes. Confrontado com este ataque inesperado, Hagiocristoforita virou-se e fugiu, mas Isaac acertou-o na cabeça e deixou-o morto. Após ferir os atacantes e forçá-los a fugir, Isaac galopou pela via Mese à Santa Sofia, gritando para a população de seu feito. Assim conduzido por um ato aberto de sedição, e com a população na retaguarda, no dia seguinte Isaac foi corado imperador pelo patriarca Basílio Camatero, enquanto Andrônico fugiu e foi capturado e executado alguns dias depois.

## Reputação
A ascensão deste "mais célebre dos arrivistas" (Charles Brand) para tal poderosa posição, sua arrogância e crueldade, e sua cumplicidade no assassinato de Aleixo II e no governo cada vez mais tirânico de Andrônico, com seus expurgos sangrentos da aristocracia, fizeram Hagiocristoforita um objeto de ódio da elite tradicional, como atestado nos escritos de contemporâneos e historiadores subsequentes. Nicetas Coniata descreve o papel de Estêvão nas proscrições como o "cabeça e chefe" dos partidários de Andrônico, "cuja voz trovejante colidiu através do palácio, varrendo [...] todos que foram considerados suspeitos por Andrônico." De fato, Coniata registra que seu sobrenome, literalmente significando "Transportador do Santo Cristo" — embora  provavelmente refletindo um lugar de origem dedicado a São Cristóvão — foi popularmente mudado para Anticristoforita (Ἀντιχριστοφορίτης), literalmente significando "Transportador do Anticristo", pois, nas palavras de Coniata, "ele foi o mais vergonhoso dos partidários de Andrônico, cheio com toda maldade". Da mesma forma, o irmão de Nicetas, o arcebispo de Atenas Miguel Coniata chama-o "o nervo de ferro da tirania", enquanto um "diálogo da morte" escrito após a queda de Andrônico descreve-o, com a cabeça ainda cindida em duas, tentando taxar os mortos no Hades de modo a pagar por sua passagem no barco de Caronte.